# Juranda
Juranda é um município brasileiro do estado do Paraná. Fica situada na Região de Goioerê.

## História
Inicialmente, Juranda era um distrito administrativo, criado pela lei n.º 15, de 1º de setembro de 1955, subordinado ao município de Campo Mourão. Em 1960, a lei estadual nº 4.245, de 25 de julho de 1960, estabeleceria que Juranda passaria a se subordinar ao município de Mamborê, recém-emancipado, situação que prevaleceria até 16 de dezembro de 1981, quando a lei estadual n.º 7.549 elevaria Juranda à condição de município e desmembraria seu território do de Mamborê.

## Formação étnica
Colonizada pelos imigrantes europeus, como ucranianos, poloneses, italianos e alemães, a região também recebeu migrantes como paulistas, mineiros, gaúchos e baianos. No final dos anos 1990, chegaram algumas famílias de origem japonesa. Atualmente, ao traçarmos a árvore genealógica de algum habitante que reside na cidade, identificamos que compartilha grau de parentesco com grande parte dos moradores.[carece de fontes?]

## Demografia
Sua população, conforme estimativas do IBGE de 2018, era de 7 391 habitantes.

## Feriado municipal
A 20 de fevereiro de 2019, data em que a Igreja assinala a festa litúrgica dos santos pastorinhos, será comemorado pela primeira vez o feriado municipal do “Dia dos Pastorinhos Francisco e Jacinta Marto” em Juranda.
Juranda é a terra natal de Lucas, a criança cujo milagre abriu caminho à canonização de Francisco e Jacinta Marto declarados santos a 13 de maio e 2017, em Fátima, pelo papa Francisco.